# Lajeado do Bugre
Lajeado do Bugre är en kommun i Brasilien.   Den ligger i delstaten Rio Grande do Sul, i den södra delen av landet, 1 400 km söder om huvudstaden Brasília. Antalet invånare är 2 487.
Trakten runt Lajeado do Bugre består till största delen av jordbruksmark. Runt Lajeado do Bugre är det ganska glesbefolkat, med 28 invånare per kvadratkilometer.